# Ball State University
Die Ball State University ist eine staatliche Universität in Muncie im US-Bundesstaat Indiana.

## Historisches
Am 25. Juli 1917 erwarben die Ball-Brüder, die Gründer der Ball Corporation, für 35.100 Dollar das gescheiterte Indiana Normal Institute und übergaben die Schule und das umliegende Land dem Bundesstaat Indiana. Das Indiana General Assembly nahm das Gelände im Frühjahr 1918 entgegen, woraufhin sich zunächst 235 Schüler und Schülerinnen an der Indiana State Normal School - Eastern Division einschrieben. Zu Ehren der finanziellen Unterstützung der fünf Ball-Brüder trägt die Ball State University seit 1965 ihren Namen.

## Fachbereiche

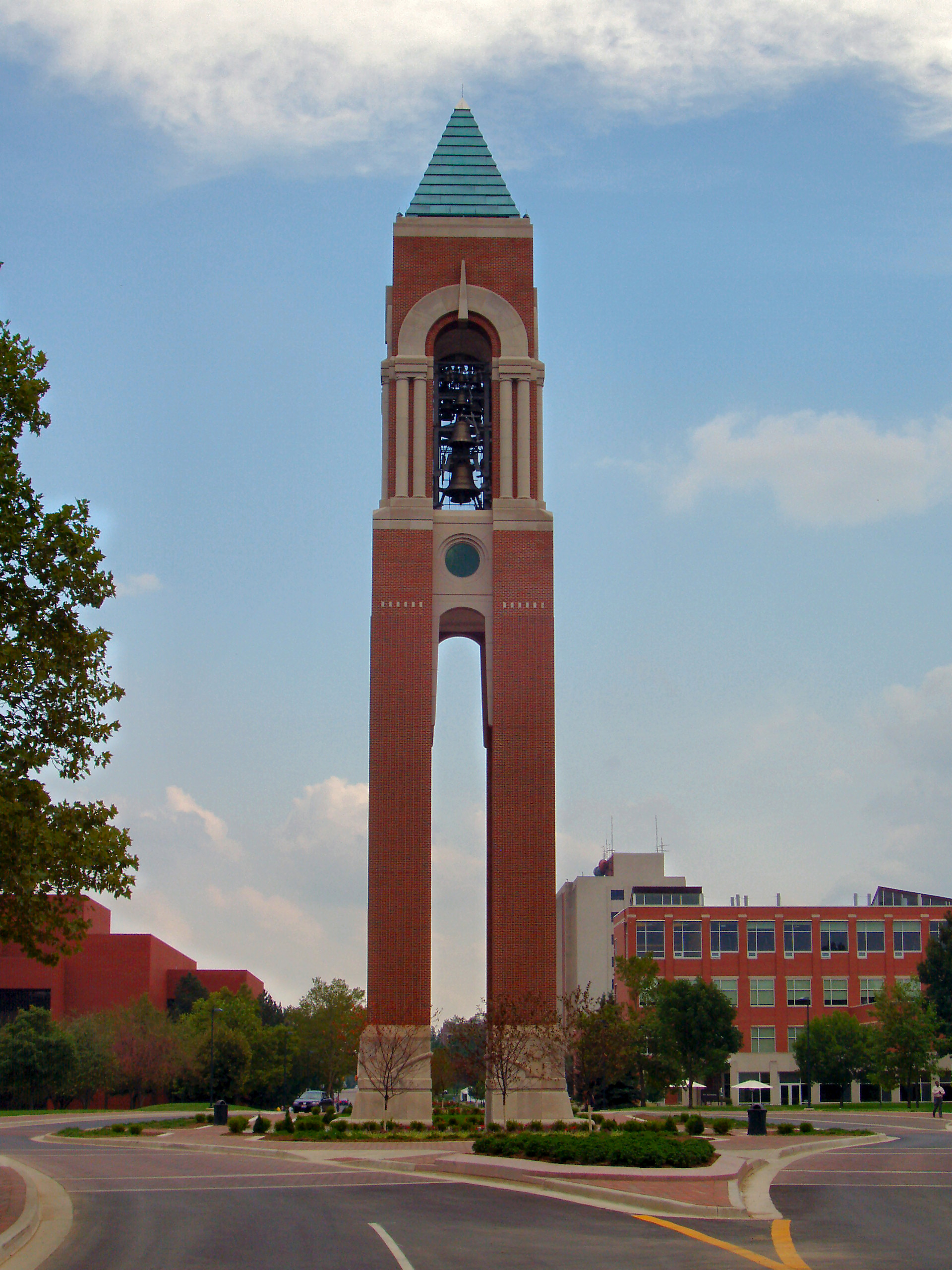
Der Glockenturm auf dem Campus

Die Hochschule hat mit Stand 2022 ihren Lehrbetrieb eingeteilt in folgende Colleges:
- Gesundheit/Medizin (College of Health), einschließlich Pflege und Sozialarbeit
- Architektur und Planung (R. Wayne Estopinal College of Architecture and Planning) mit Architektur, Landschaftsplanung, Stadtplanung, Innendesign
- Kommunikationswissenschaften, Information und Medien (College of Communication, Information, and Media)
- Lehrerbildung (Teachers College)
- Natur- und Geisteswissenschaften (College of Sciences and Humanities), mit Biologie, Chemie, Physik, Informatik; Geschichte, Philosophie, Soziologie und anderen
- Schöne Künste (College of Fine Arts) mit Kunst, Musik, Theater und Tanz
- Wirtschaftswissenschaften (Miller College of Business), mit Wirtschaft, Management, Buchhaltung
- Honors College
- University College

## Zahlen zu den Studierenden und den Dozenten
Im Herbst 2021 waren 20.319 Studierende an der Ball State eingeschrieben. Davon strebten 14.898 (73,3 %) ihren ersten Studienabschluss an, sie waren also undergraduates. Von diesen waren 61 % weiblich und 39 % männlich; 2 % bezeichneten sich als asiatisch, 9 % als schwarz/afroamerikanisch, 7 % als Hispanic/Latino und 76 % als weiß. 5.421 (26,7 %) arbeiteten auf einen weiteren Abschluss hin, sie waren graduates. Es lehrten 1.295 Dozenten an der Universität, davon 1.042 in Vollzeit und 253 in Teilzeit.
2006 waren es 20.113 Studierende gewesen, 2017 rund 22.000. Die Universität zählt über 200.000 Personen zu ihren ehemaligen Studenten (Alumni).

## Sport
Die Sportteams der Ball State sind die Cardinals. Die Hochschule ist Mitglied in der Mid-American Conference (Division West).

## Persönlichkeiten

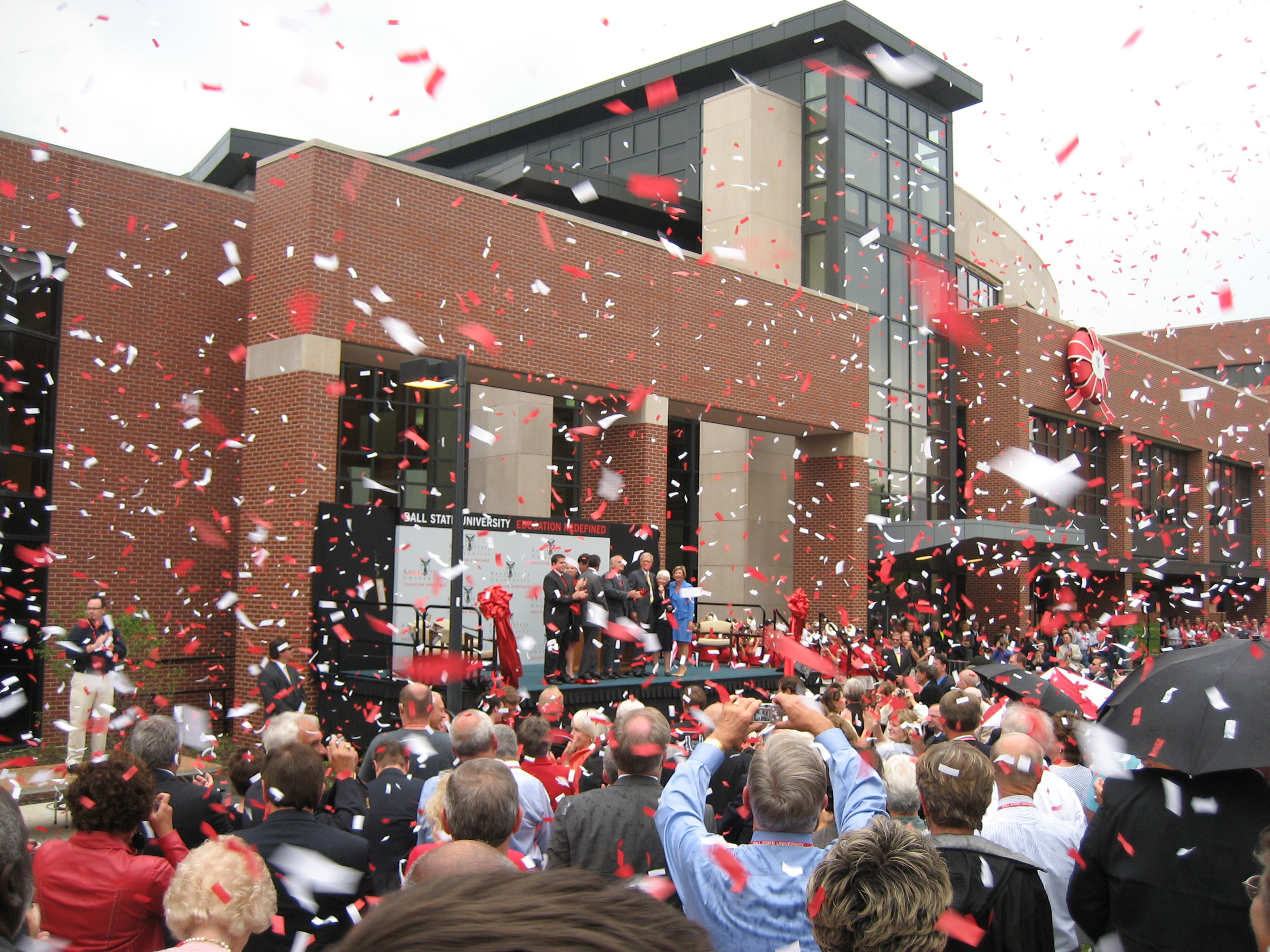
Eröffnung des David Letterman Communication and Media Buildings der BSU

- Angela Ahrendts (* 1960), Managerin (2006 bis 2014 Burberry, Apple), Bachelorabschluss 1981
- Jim Davis (* 1945), Cartoonist (Garfield), ab 1964 an der Ball State, ab 2006 dort Professor
- Thomas Howard (* 1964), Baseballspieler
- Doug Jones (1960), Schauspieler
- David Letterman (* 1947), Fernsehmoderator, Abschluss 1969
- Anthony Montgomery (* 1971), Schauspieler (Star Trek: Enterprise), Abschluss an der Ball State
- Tiara Thomas (* 1989), Sängerin und Songwriterin, Abschluss 2012
- Bonzi Wells (* 1976), Basketballspieler